# Sant Pere de la Goda
Sant Pere de la Goda és una església d'Argençola (Anoia) inclosa a l'Inventari del Patrimoni Arquitectònic de Catalunya.

## Descripció
És una església d'una nau, porta amb arquivolta, campanar de paret de dos ulls (restaurat posteriorment al 1968). Sobre la porta, adovellada, hi ha una petita finestra en forma de creu. L'absis és rectangular amb una obertura de doble esqueixada.
Era sufragània de la parròquia de Fiol o Fillol, parròquia ja el 1109.